# Surf City (chanson)
Pour les articles homonymes, voir Surf city.
Surf City est une chanson du groupe Jan and Dean. Elle atteint le sommet du palmarès américain Billboard Hot 100 le 20 juillet 1963. Le premier jet de la chanson Surf City (appelée Goody Connie Won't You Come Back Home lors de sa composition) a été écrit par Brian Wilson des Beach Boys. Il la donna, contre la volonté de son père et manager Murry Wilson, à ses amis Jan Berry et Dean Torrence de Jan and Dean qui terminèrent sa composition et son enregistrement avec Brian Wilson au début des années 1960.
En 1991, après avoir déménagé dans la ville de Huntington Beach en Californie, Torrence convainc les autorités à surnommer officiellement la ville comme étant « Surf City » (littéralement La ville du surf).

## Reprises
Les Ramones ont repris Surf City sur leur album Acid Eaters.

The Go-Go's ont aussi réinterprété la chanson sur le DVD An All-Star Tribute to Brian Wilson sorti en 2001. Elles ont substitué les paroles "Two girls for every boy" (Deux filles pour chaque garçon) par "Two boys for every girl" (Deux garçons pour chaque fille).

The Meteors a aussi repris la chanson.

Le groupe Martin Circus a également repris cette chanson sous le titre Drague Party en 1975.

## Dans la culture populaire
La chanson a été utilisée dans le film Brice de Nice (2005).